# Cmentarz żydowski w Niemodlinie
Cmentarz żydowski w Niemodlinie – kirkut znajdujący się w Niemodlinie przy ul. Bohaterów Powstań Śląskich. 

## Historia
Powstał w pierwszej połowie XIX stulecia. Mieścił się przy miejscowej bożnicy. 
W czasie II wojny światowej naziści zdewastowali cmentarz, jednak nie uległ on całkowitemu zniszczeniu. Kirkut uległ dewastacji dopiero w latach sześćdziesiątych XX wieku. Obecnie na jego obszarze nie zachowała się żadna macewa. Teren jest częściowo ogrodzony ceglanym murem. Kirkut jest zniszczony i zarośnięty. 